# 西日本病院
西日本病院（にしにほんびょういん）は、熊本県熊本市東区にある医療機関。医療法人財団聖十字会が運営する病院である。基本理念は「あたたかく　心の通う医療をめざし　地域に貢献する」。

## 施設概要
- 所在地：〒861-8034 熊本県熊本市東区八反田3丁目20番1号
- 総敷地面積：11,913.4m2

## 沿革
- 1947年（昭和22年）10月 - 現熊本市西区河内町に「山本医院」開設（開設者 山本傅）
- 1951年（昭和26年）7月16日 - 医療法人財団聖十字会「聖ヶ塔療養所」設立（開設者 山本傅、初代聖十字会理事長に就任）
- 1951年（昭和26年）11月 - 聖ヶ塔療養所 病床24床
- 1952年（昭和27年）4月3日 - 聖ヶ塔療養所 病院使用許可（結核一棟）
- 1952年（昭和27年）8月1日 - 聖ヶ塔療養所 病院使用許可（88床）
- 1962年（昭和37年）8月3日 - 「聖ヶ塔療養所」を「聖ヶ塔病院」へ名称変更
- 1971年（昭和46年）5月15日 - 熊本市九品寺に「聖ヶ塔病院附属診療所」を開設（開設者 山本孝史、所長に就任）
- 1973年（昭和48年）1月1日 - 「聖ヶ塔病院附属診療所」を「熊本聖ヶ塔病院」へ名称変更（山本孝史、病院長に就任）
- 1977年（昭和52年）2月2日 - 初代理事長 山本傅死去に伴い、第2代聖十字会理事長に山本孝史就任
- 1981年（昭和56年）4月1日 - 理学療法士養成校「西日本リハビリテーション学院」開設（開設者 山本孝史、初代リハビリテーション学院長に就任）
- 1989年（平成元年）5月1日 - 熊本市長嶺町に西日本病院開設（開設者 山本孝史 内田満國、初代病院長に就任）
- 1990年（平成2年）1月18日 - 西日本病院、280床を350床へ使用許可
- 1991年（平成3年）5月1日 - 山本孝史、第2代西日本病院長に就任
- 1992年（平成4年）9月1日 - 松尾忠明、第3代西日本病院長に就任
- 1994年（平成6年）10月3日 - 第2代理事長山本孝史死去に伴い、聖十字会第3代理事長に山本浩一朗就任
- 1996年（平成8年）1月16日 - 訪問看護ステーション「のぞみ」開設（施設長 西村京子）
- 1997年（平成9年）10月1日 - 熊本市在宅介護支援センター「ケア西日本」開設（センター長 松尾忠明）
- 1998年（平成10年）6月1日 - 九州アレルギー・免疫センター開設（センター長 神原武、副センター長 石川哮）
- 1999年（平成11年）4月 - 訪問看護ステーション「聖嶺」開設
- 1999年（平成11年）6月 - 訪問看護ステーション「やまびこ」開設
- 1999年（平成11年）8月1日 - 熊本聖ヶ塔病院廃止届
- 2000年（平成12年）11月12日 - 聖十字会第4代理事長に末永英文就任
- 2001年（平成13年）3月15日 - 九州アレルギー・免疫センター閉鎖

## 診療科
- 総合内科
- 血液内科
- 代謝内科
- 脳卒中内科
- 外科
- 耳鼻咽喉科
- 神経内科
- 整形外科
- リハビリテーション科
- 呼吸器内科
- 皮膚科
- 放射線科
- 消化器内科
- 泌尿器科
- 麻酔科
- 循環器内科
- 眼科
- 脳神経外科
- 歯科

## （認定）研修施設等
- 日本外科学会認定医制度修練施設
- 日本整形外科学会認定医制度研修施設
- 日本整形外科学会短期臨床研修施設
- 日本眼科学会専門医制度研修施設
- 日本麻酔学会麻酔指導病院認定研修施設
- 日本消化器病学会認定施設（関連施設）
- 日本消化器外科学会認定施設（関連施設）
- 日本神経学会認定施設（関連施設）

## 医療スタッフ
（2009年（平成21年）8月1日現在）
- 医師・・・・・・・・・・・ 025 人
- 看護師・・・・・・・・・ 131 人
- 准看護師・・・・・・・ 020 人
- ケアワーカー・・・・ 067 人
- 薬剤師・・・・・・・・・ 009 人
- 理学療法士・・・・・ 036 人
- 作業療法士・・・・・ 016 人
- 言語聴覚士・・・・・ 003 人
- 放射線技師・・・・・ 006 人
- 臨床工学技士・・・ 005 人
- 臨床検査技師・・・ 003 人
- 社会福祉士・・・・・ 006 人
- 視能訓練士・・・・・ 001 人
- 管理栄養士・・・・・ 005 人
- 臨床心理士・・・・・ 001 人

## 交通アクセス

### 自家用車
- 熊本インターチェンジより車で約10分

### 公共交通機関
- 桜町BTより、15番乗り場から九州産交バス G1-1：熊本整形外科・託麻原本通り経由 八反田・小山団地行、G2-3：熊本整形外科・託麻原本通り経由 八反田・戸島行、F2-1：子飼橋･託麻原本通り経由 八反田・小山団地行に乗車後、東八反田バス停で下車、徒歩3分（所要時間約40分）